# Marcillat-en-Combraille
Marcillat-en-Combraille – miejscowość i gmina we Francji, w regionie Owernia-Rodan-Alpy, w departamencie Allier.

## Demografia
Według danych na rok 1990 gminę zamieszkiwało 866 osób, a gęstość zaludnienia wynosiła 25 osób/km². W styczniu 2015 r. Marcillat-en-Combraille zamieszkiwały 924 osoby, przy gęstości zaludnienia wynoszącej 26,7 osób/km².